# 塩尻警察署
塩尻警察署（しおじりけいさつしょ）は、長野県警察が管轄する警察署の一つである。中南信運転免許センターが隣接する。

## 所在地
- 長野県塩尻市大字宗賀73番地305

## 管轄区域
- 東筑摩郡のうち朝日村
- 塩尻市（長野県松本警察署の管轄する区域を除く。）

## 沿革
- 1876年（明治9年）
  - 4月 - 筑摩県第一警察出張所第五塩尻屯所が塩尻村塩尻町に設置され現市域の内洗馬地区・楢川地区以外に該当する村と針尾村・古見村・今井村・西洗馬村・小野沢村を管轄する
  - 9月 - 筑摩県の旧信濃国の範囲が長野県に合併されたのに伴い筑摩県第一警察出張所第五塩尻屯所は長野県第五号出張所長野県巡査南第五大区塩尻屯所に改称する
- 1877年（明治10年）2月 - 長野県第五号出張所長野県巡査南第五大区塩尻屯所は松本警察署塩尻分署に改称する
- 1879年（明治12年）6月 - 郡区町村編制法等三法の改正により塩尻分署の管轄に洗馬村が加わる
- 1884年（明治17年）6月 - 塩尻分署が宗賀村に移転し宗賀分署に改称する
- 1887年（明治20年）12月 - 宗賀分署が塩尻村塩尻町に移転して塩尻町分署に改称する
- 1888年（明治21年）5月 - 塩尻町分署新庁舎が塩尻村大小屋に完成する
- 1889年（明治22年） - 市政町村制施行に伴い塩尻町分署が塩尻分署に改称する　片丘村・広丘村・洗馬村・宗賀村・筑摩地村・今井村に巡査駐在所を設置する
- 1896年（明治29年） - 朝日村に巡査駐在所を設置する
- 1899年（明治32年） - 片丘村・広丘村・洗馬村のそれぞれの管轄を二受け持ち区にしそれぞれ南熊井・郷原・小曽部に巡査駐在所を設置する
- 1903年（明治36年） - 鉄道の塩尻停車場の建設工事現場の取締のために塩尻村大門に巡査出張所を設置する
- 1906年（明治39年）7月 - 鉄道の中央線と篠ノ井線が連結したため塩尻村大門の巡査出張所を閉鎖する
- 1908年（明治41年） - 宗賀村の管轄を二受け持ち区にし本山に巡査駐在所を設置する
- 1913年（大正2年）3月 - 管轄の内今井村が松本警察署の管轄になる
- 1915年（大正4年） - 塩尻分署を塩尻村大門に移転する
- 1919年（大正8年） - 塩尻分署庁舎を新築する
- 1920年（大正9年） - 朝日村の管轄を二受け持ち区にして中村に巡査駐在所を設置する
- 1926年（大正15年） - 所謂警廃事件により塩尻分署は廃止され松本警察署塩尻警部補派出所が設置される
- 1927年（昭和2年） - 塩尻警部補派出所は塩尻警察署に昇格する
- 1937年（昭和12年）6月 - 塩尻警察署を塩尻町大門に新築する
- 1943年（昭和18年）3月 - 受け持ち区変更により広丘村・宗賀村・朝日村は一村を一巡査駐在所が管轄し洗馬村は足ノ田巡査駐在所と小曽部巡査駐在所の管轄が変更された
- 1948年（昭和23年）3月 - 警察制度の改革により塩尻町に自治体警察が置かれる　現市域のうち塩尻東地区・大門地区（旧塩尻町）以外の村は国家地方警察東筑摩地区警察署塩尻警部補派出所（塩尻警察署庁舎内）の管轄となる
- 1954年（昭和29年）7月1日 - 長野県警察発足により長野県塩尻警察署が発足する
- 1986年（昭和61年）5月 - 旧警察署庁舎の老朽化また手狭になったため現庁舎所在地（市宗賀地区）に新築移転
- 1991年（平成3年）10月1日 - 隣接地に中南信交通安全センター (当時) 設置[1]。運転免許関連の事務を移管。
- 2005年（平成17年）4月1日 - 市町村合併に伴い、塩尻市旧楢川村が木曽警察署から塩尻警察署に管轄変更

## 交番
- 塩尻市塩尻駅前交番（塩尻市大門八番町）
- 塩尻市広丘交番（塩尻市大字広丘野村）

## 警察官駐在所
- 塩尻市北小野警察官駐在所（塩尻市大字北小野）
- 塩尻市洗馬警察官駐在所（塩尻市大字洗馬）
- 塩尻市楢川警察官駐在所（塩尻市大字木曽平沢）
- 朝日村警察官駐在所